# Glarea lozoyensis
Glarea lozoyensis är en svampart som beskrevs av Bills & Peláez 1999. Glarea lozoyensis ingår i släktet Glarea, ordningen disksvampar, klassen Leotiomycetes, divisionen sporsäcksvampar och riket svampar.   Inga underarter finns listade i Catalogue of Life.